# Lonomia acheloe
Lonomia acheloe är en fjärilsart som beskrevs av Jacob Hübner 1820. Lonomia acheloe ingår i släktet Lonomia och familjen påfågelsspinnare. Inga underarter finns listade i Catalogue of Life.